# Apha subdives
Apha subdives là một loài bướm đêm thuộc họ Eupterotidae được Francis Walker mô tả lần đầu năm 1855. Loài này có ở Bangladesh, Ấn Độ, Bhutan, Myanmar, Thái Lan, Việt Nam và Trung Quốc.

## Phân loài
- Apha subdives subdives
- Apha subdives honei Mell, 1937
- Apha subdives tychoona Butler, 1871
- Apha subdives yunnanensis Mell, 1937